# Гоголесубани
Гоголесубани (на грузински: გოგოლესუბანი) е село в Югозападна Грузия, област Гурия, Чохатаурски район. Населението му е 858 души (2014).
Разположено е на 140 метра надморска височина в долината на река Супса, на 2 километра северозападно от центъра на Чохатаури и на 49 километра югозападно от Кутаиси. В селището са открити археологически находки от бронзовата епоха.

## Известни личности
Родени в Гогоесубани
- Николоз Бердзенишвили (1894-1965), историк